# Ремзен (Нью-Йорк)
Ремзен (англ. Remsen) — місто (англ. town) в США, в окрузі Онейда штату Нью-Йорк. Населення — 1761 особа (2020).

## Демографія
Згідно з переписом 2010 року, у місті мешкало 1929 осіб у 771 домогосподарстві у складі 519 родин. Було 1089 помешкань
Расовий склад населення:
| - 98,7 % — білих - 0,4 % — чорних або афроамериканців - 0,2 % — азіатів - 0,1 % — корінних американців |

До двох чи більше рас належало 0,7 %. Частка іспаномовних становила 1,3 % від усіх жителів.
За віковим діапазоном населення розподілялося таким чином: 21,9 % — особи молодші 18 років, 65,6 % — особи у віці 18—64 років, 12,5 % — особи у віці 65 років та старші. Медіана віку мешканця становила 40,4 року. На 100 осіб жіночої статі у місті припадало 99,7 чоловіків;  на 100 жінок у віці від 18 років та старших — 98,2 чоловіків також старших 18 років.
Середній дохід на одне домашнє господарство  становив 66 270 доларів США (медіана — 55 114), а середній дохід на одну сім'ю — 71 688 доларів (медіана — 61 875). Медіана доходів становила 44 063 долари для чоловіків та 40 417 доларів для жінок. За межею бідності перебувало 13,8 % осіб, у тому числі 23,3 % дітей у віці до 18 років та 7,6 % осіб у віці 65 років та старших.
Цивільне працевлаштоване населення становило 801 особа. Основні галузі зайнятості: освіта, охорона здоров'я та соціальна допомога — 24,6 %, роздрібна торгівля — 18,0 %, виробництво — 10,4 %, публічна адміністрація — 9,2 %.